# マリウス・ザロムスキー
マリウス・ザロムスキー（Marius Žaromskis、1980年7月30日 - ）は、リトアニアの男性総合格闘家。シャウレイ出身。アメリカン・キックボクシング・アカデミー所属。極真カラテ黒帯。元DREAMウェルター級王者。

## 来歴
2008年5月10日、Cage Rage英国ウェルター級王座決定戦でチェ・ミルズと対戦し、ドクターストップでTKO負けを喫し王座獲得に失敗した。
2009年4月5日、DREAM初参戦となったDREAM.8のウェルター級グランプリ1回戦で池本誠知に判定3-0で勝利し、準決勝進出を決めた。試合中、グラウンド状態の池本にサムライという、バク宙での攻撃を見せた。7月20日に行われたDREAM.10の準決勝で桜井"マッハ"速人と対戦し、パウンドでKO勝ちし、決勝戦に進出。決勝ではジェイソン・ハイと対戦し、右ハイキックでKO勝ちを収め優勝を果たし、初代DREAMウェルター級王座に認定された。なお、試合前の入場では、ゲーム「ストリートファイター」シリーズに登場する豪鬼のコスプレをし、入場曲もゲーム中の「豪鬼のテーマ」を使用して入場した。
2009年10月25日、DREAM初のケージ開催となったDREAM.12でペ・ミョンホと対戦。開始直後に跳び膝蹴りで距離を縮めると、左ハイキックで失神させ開始19秒でKO勝ち。
2010年1月30日、Strikeforce: MiamiのStrikeforce世界ウェルター級王座決定戦でニック・ディアスと対戦。打ち合いでダウンを奪い合うも、1ラウンド終盤に右のショートフックによるTKO負けを喫し王座獲得に失敗した。
2010年6月16日、Strikeforce: Los Angelesでエヴァンゲリスタ・サイボーグと対戦。1Rにダウンを奪われた後、追い打ちのパウンドでTKO負け。
2010年11月19日、Strikeforce Challengersでワーチーム・スピリットウルフと対戦し、開始6秒跳び膝蹴りを繰り出したザロムスキーの指がスピリットウルフの目に入ったとして試合が中断され、そのままノーコンテストとなった。
2010年12月31日、Dynamite!! 〜勇気のチカラ2010〜で行なわれたDREAMウェルター級王座の防衛戦で桜庭和志の挑戦を受け、桜庭が右耳を裂傷しドクターストップ勝ちとなり王座の初防衛に成功した。
2011年11月26日、スウェーデン最大の格闘技団体Rumble of the Kingsでブルーノ・カルバーリョと対戦。1R終了間際に前転しながらのカカト落し蹴りと右フックでダウンを奪いパウンドでKO勝ち。2009年にDREAMウェルター級王者になってから、2年ぶりの日本以外の国での勝利となった。
2012年5月11日、Bellator初参戦となったBellator 68でワーチーム・スピリットウルフと対戦し、相手の右瞼をカットさせ、2R終了時にドクターストップでTKO勝ち。
2018年4月11日、QUINTET.1にSAMBO Dream Teamの一員として参戦。

## 人物
以前はプロ格闘家と並行して大工としても働いていた。

## 戦績
| 総合格闘技 戦績 | 総合格闘技 戦績 | 総合格闘技 戦績 | 総合格闘技 戦績 | 総合格闘技 戦績 | 総合格闘技 戦績 | 総合格闘技 戦績 |
| --------------- | --------------- | --------------- | --------------- | --------------- | --------------- | --------------- |
| 28 試合         | (T)KO           | 一本            | 判定            | その他          | 引き分け        | 無効試合        |
| 19 勝           | 13              | 1               | 5               | 0               | 0               | 1               |
| 8 敗            | 5               | 0               | 3               | 0               | 0               | 1               |

| 勝敗 | 対戦相手                     | 試合結果                            | 大会名                                                                       | 開催年月日     |
| ×    | フェルナンド・ゴンザレス     | 5分3R終了 判定0-3                   | Bellator 132                                                                 | 2015年1月16日  |
| ○    | ボーン・アンダーソン         | 5分3R終了 判定3-0                   | Bellator 119                                                                 | 2014年5月9日   |
| ×    | ブレント・ウィードマン       | 5分3R終了 判定0-3                   | Bellator 86                                                                  | 2013年1月24日  |
| ×    | アンドレイ・コレシュコフ     | 1R 2:14 KO（左フック→パウンド）     | Bellator 78 【ウェルター級トーナメント 準決勝】                              | 2012年10月26日 |
| ○    | ノーディン・タレブ           | 5分3R終了 判定3-0                   | Bellator 74 【ウェルター級トーナメント 1回戦】                               | 2012年9月28日  |
| ○    | ワーチーム・スピリットウルフ | 5分3R終了 判定3-0                   | Bellator 72                                                                  | 2012年6月15日  |
| ○    | ワーチーム・スピリットウルフ | 2R終了時 TKO（ドクターストップ）    | Bellator 68                                                                  | 2012年5月11日  |
| ○    | ブルーノ・カルバーリョ       | 1R 4:59 KO（右フック→パウンド）     | Rumble of the Kings 6                                                        | 2011年11月26日 |
| ○    | 石川英司                     | 2R（10分/5分）終了 判定3-0          | DREAM JAPAN GP FINAL -2011バンタム級日本トーナメント決勝戦-                  | 2011年7月16日  |
| ×    | ジョーダン・メイン           | 5分3R終了 判定0-3                   | SFS 1: Mein vs. Zaromskis                                                    | 2011年6月10日  |
| ○    | 桜庭和志                     | 1R 2:16 TKO（ドクターストップ）     | Dynamite!! 〜勇気のチカラ2010〜 【DREAMウェルター級タイトルマッチ】          | 2010年12月31日 |
| －   | ワーチーム・スピリットウルフ | 1R 0:06 ノーコンテスト（サミング）  | Strikeforce Challengers 12                                                   | 2010年11月19日 |
| ×    | エヴァンゲリスタ・サイボーグ | 1R 2:38 TKO（パウンド）             | Strikeforce: Los Angeles                                                     | 2010年6月16日  |
| ×    | ニック・ディアス             | 1R 4:38 TKO（右フック）             | Strikeforce: Miami 【Strikeforce世界ウェルター級王座決定戦】                 | 2010年1月30日  |
| ○    | ペ・ミョンホ                 | 1R 0:19 KO（左ハイキック）          | DREAM.12                                                                     | 2009年10月25日 |
| ○    | ジェイソン・ハイ             | 1R 2:22 KO（右ハイキック）          | DREAM.10 ウェルター級グランプリ2009 決勝戦 【ウェルター級グランプリ 決勝】   | 2009年7月20日  |
| ○    | 桜井"マッハ"速人             | 1R 4:03 KO（左ハイキック→パウンド） | DREAM.10 ウェルター級グランプリ2009 決勝戦 【ウェルター級グランプリ 準決勝】 | 2009年7月20日  |
| ○    | 池本誠知                     | 2R（10分/5分）終了 判定3-0          | DREAM.8 ウェルター級グランプリ2009 開幕戦 【ウェルター級グランプリ 1回戦】   | 2009年4月5日   |
| ○    | イェルゼイ・クブスキ         | 1R 0:50 TKO（マウントパンチ）       | Bushido Lithuania: Hero's 2008                                               | 2008年11月8日  |
| ×    | チェ・ミルズ                 | 1R終了時 TKO（ドクターストップ）    | Cage Rage 26: Extreme 【Cage Rage英国ウェルター級王座決定戦】                | 2008年5月10日  |
| ○    | ロス・ポイントン             | 2R 3:39 TKO（ドクターストップ）     | Cage Rage 24: Feel The Pain                                                  | 2007年12月1日  |
| ○    | ロス・メイソン               | 3R 2:03 KO（跳び膝蹴り）            | Cage Rage 22: Hard as Hell                                                   | 2007年7月14日  |
| ○    | ダミアン・リシオ             | 3R 4:30 TKO（カット）               | Cage Rage 20: Born 2 Fight                                                   | 2007年2月10日  |
| ○    | ダリウス・スィアーコズ       | 2R 三角絞め                         | Cage Rage Contenders 3                                                       | 2006年11月12日 |
| ×    | チェ・ミルズ                 | 1R 4:49 KO（膝蹴り）                | Cage Rage Contenders 2                                                       | 2006年8月20日  |
| ○    | アフナン・シェード           | 1R 1:21 TKO（パンチ連打）           | Cage Rage Contenders 1                                                       | 2006年5月28日  |
| ○    | カジス・グリガリウナス       | 1R 1:57 KO（パンチ連打）            | ZT Fight Night 1                                                             | 2006年2月19日  |
| ○    | ジャック・メイソン           | 1R 3:18 TKO（カット）               | UKMMAC 13: Warriors Return                                                   | 2005年11月27日 |

## 獲得タイトル
- DREAMウェルター級グランプリ2009 優勝（2009年）
- 初代DREAMウェルター級王座（2009年）